# 库伦苏木
库伦苏木，是中国内蒙古自治区乌兰察布市察哈尔右翼中旗下辖的一个乡镇级行政单位。

## 行政区划
库伦苏木共辖以下地区：
第一嘎查、第二嘎查、第三嘎查、第四嘎查。